# Jason Cadieux
Pour les articles homonymes, voir Cadieux.
Jason Cadieux est un acteur canadien.

## Biographie
À la 17e cérémonie des prix Génie, il est nommé au prix du meilleur acteur pour son rôle dans Les Feluettes.
Il écrit aussi des pièces de théâtre, montées à Niagara Falls : Hard Ways (2007), Somnambulists in Love (2012). Il fait partie des fondateurs de la troupe The Essential Collective Theatre.
En 2016, il joue à Toronto le rôle de Cuirette dans la pièce Hosanna de Michel Tremblay.

## Filmographie
- 1993 : Family Passions (série télévisée) : Stefan Haller
- 1995 : Alice et les Hardy Boys (série télévisée) : Scott Humphrey
- 1995 : Iron Eagle IV : Doug Masters
- 1996 : Big Deal, So What (court métrage)
- 1996 : Le Prix du silence (téléfilm) : Tommy Bickley
- 1996 : Les Feluettes : Simon jeune
- 1996 : Voies de fait de Noel Nosseck : Jake
- 1996 : Joe's So Mean to Josephine : David
- 1997 : Deepwater Black (série télévisée) : Bren
- 1999 : Total Recall 2070 (série télévisée) : Mark Preston
- 2000 : Invasion planète Terre (série télévisée) : Declan Connors
- 2000 : Sydney Fox l'aventurière (série télévisée) : Gianni
- 2001 : Going Back : Brad Jordan
- 2004 : Train 48 - épisode : And You Are?  (série télévisée)
- 2007 : Face à ma vie (téléfilm) : Jamie
- 2014 : Naked Hamilton (court métrage) : Nate the Finisher
- 2015 : Stranger (court métrage) : détective (sous le nom de Jason Zones)
- 2016 : Fakers (série télévisée) : Brad
- 2017 : Reign : Le Destin d'une reine (série télévisée) : Viktor Koslov
- 2017 : New York, unité spéciale : Brett Erickson (saison 19, épisode 6)